# إحداث الصوت في الحشرات
إحداث الصوت في الحشرات تحدث أصوات الحشرات باستعمال عدة طرق مختلفة, فبعض الأصوات تنتج من عملية رفرفة الأجنحة أثناء الطيران. وقد لا يكون لها أهمية بالنسبة للحشرة  , ولكن يكون لها عادة بعض الضرورة. وقد تحدث بعض التحورات لإنتاجها.  وفي بعض الحالات ينتج صوت من حك حافة الأجنحة فوق سلسلة من الخطوط من أجزاء أخرى من الجسم مما يجعلها ترفرف. وميكانيكية الاحتكاك هذه معروفة جيداً في رتبتي مستقيمة مستقيمات الأجنحة وغمدية   خنافس الأجنحة. وفي بعض متشابهات الأجنحة متشابهات الأجنحة وحرشفية  حرشفيات الأجنحة الأجنحة يوجد غشاء خاص يتذبذب بالتأثير المباشر للعضلة . ويكون الصوت الناتج بواسطة حشرات كثيرة مصدر تنبيه أو إنذار للحشرات الأخرى , أو كمنبه للمفترس المحتمل. وفي الحالة الأخيرة تعمل الحشرة على التظاهر والتمويه ويدخل في ذلك لون وحركة الحشرة.
وتكون الأصوات التي من هذا النوع غير منتظمة ومجالها الترددي واسع . وتٌحدث الأصوات الخاصة أعضاء متخصصة  تتكون من شوكة للصوت في صور منتظمة. وبعض الأنواع لها عدد من الأغاني تتميز بالاختلاف في توقيت الأصوات, وهذه تستعمل في ظروف مختلفة .  والأصوات الخاصة عادة ما تستخدم في الغزل , ولكن قد تتدخل كذلك في الغزل أو التمييز الجنسي أو التجميع في الحشرات الجماعية وغيرها من سلوك الاتصال .  وتحدث الحشرات الصوت تحت ظروف بيئية معينة, وقد تتحكم الظروف الداخلية (الهرمونات) بتوفير ظروف معينة يحدث فيها الصوت , ويكون ذلك بالتأثير العصبي , حيث توجد مراكز في المخ ترتبط بمركز الاستقبال الحسي والتنبيه للمراكز في العقد العصبية الحلقية وبالتالي ينطلق الصوت المناسب .
ميكانيكية إحداث الصوت
يمكن اعتبار الصوت الذي تحدثه الحشرات كتنبيه ميكانيكي من أي مصدر خارجي أو داخلي , حيث تحدث الرفرفة أو التذبذب فقط  خلال الهواء أو الماء , ولكن التذبذب ينتقل خلال طبقة سفلية. واصطلاح صرير Stridulation  استعمله  هاسكيل 1961 لأعضاء الحس, بمعنى أن أي صوت يحدث بواسطة حشرة لا يتضمن أي شيء بالنسبة لطريقة إحداث الصوت . وتكون طبيعة الأصوات التي تحدثها الحشرات صعبة . وقد يحدث الصوت بصفة مستمرة , كما هو الحال في الضوضاء نتيجة لرفرفة الأجنحة, ولكن عادة ما يتكون من أصوات منفصلة يتخللها سكون.
والصوت التكاملي ( واحد فواحد) الذي تستقبله أذن الإنسان يسمى رفرفة (تغريد) وهذا قد يتكون من نبضة واحدة , أو (كما في صرصور الغيط) من سلسلة من النبضات أو الحركات. والحركة عبارة عن سلسلة منفصلة من جهاز الصرير , أو قد تحدث هذه الحركة سلسلة من الحركات . وسلسلة الحركات التي قد تتكرر في صورة منتظمة تسمى مقطع Phrase وكثير من الحشرات قد تحدث أصواتاً , وهذه ربما تنقسم إلى خمسة أنماط حسب الطريقة المستعملة في إنتاج الصوت. وهي : صوت ينتج كمحصلة لأنشطة أخرى, وأصوات تنتج باحتكاك جزء من الجسم مقابل غشاء سفلي, وصوت يحدث من احتكاك جزئين من الجسم ببعضهما , أو صوت يحدث بواسطة الغشاء الطبلي , أو صوت يصدر نتيجة مرور تيار في الهواء.